# جامعة ميزوري-كولومبيا مدرسة الطب
جامعة ميزوري-كولومبيا مدرسة الطب (بالإنجليزية: University of Missouri-Columbia School of Medicine)‏ هي إحدى الكليات لتدريس الطب في الولايات المتحدة الأمريكية. تقع في مدينة كولومبيا في ولاية ميزوري الأمريكية. نوع الشهادة الطبية التي يتم تحصيلها هناك هي دكتور في الطب.